# Saskia in veste di Flora
Saskia in veste di Flora è un dipinto a olio su tela (124,7x100,4 cm) realizzato nel 1634 dal pittore Rembrandt Harmenszoon Van Rijn.
È conservato nel Museo dell'Ermitage di San Pietroburgo.
L'opera è firmata e datata "REMBRANDT F(..)34".